# Tagima Zero

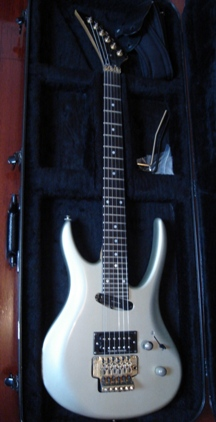
Tagima Zero.

Tagima T-Zero é um modelo de guitarra fabricado pela Tagima no Brasil. Foi desenvolvida em conjunto por Seizi Tagima, fundador da marca e Kiko Loureiro, ex-guitarrista da banda de Heavy Metal Megadeth.
Trata-se de uma guitarra de corpo sólido feito de marupá, cedro, alder ou mogno (num formato que lembra a Ibanez 540-PII), braço de pau marfim ou maple e escala de rosewood ou pau ferro. A captação é feita por um humbucker convencional na posição da ponte e um single coil angulado de lâmina dupla na posição do braço.
A seleção dos captadores é feita por meio de uma chave de três posições, sendo possível comutar entre o captador do braço na primeira, ambos na central e o captador da ponte na última. Possui dois controles, sendo o próximo à ponte o volume e o segundo, de tonalidade.
A ponte é um tremolo do tipo Floyd Rose, muito apreciado por guitarristas modernos.
Como particularidade, esta guitarra apresenta uma quantidade adicional de trastes em relação às convencionais, totalizando 27. Assim, enquanto uma Strato em afinação standard possui um braço que vai do E2 ao D6 (22 trastes), a Zero vai do E2 ao G6. Para facilitar o acesso aos trastes adicionais, há um corte mais acentuado no corpo da guitarra.